# Johan Christian Heuch
Johan Christian Heuch, född den 23 mars 1838 i Kragerø, död den 19 februari 1904 i Kristiansand, var en norsk biskop och religiös författare. 
Heuch blev student 1856 och teologie kandidat 1861 samt fortsatte till 1863 sina studier i Leipzig och Erlangen. Efter att ha tjänstgjort som lärare och präst (han var 1865–73 Jörgen Moes adjunkt) blev han 1875 föreståndare för det praktisk-teologiska seminariet vid universitetet, där han föreläste liturgi, homiletik och pastoralteologi, utnämndes 1880 till kyrkoherde vid Uranienborgs kyrka i Kristiania och valdes 1889 till biskop i Kristiansand. Han representerade Kristiania (som suppleant för Emil Stang) i stortinget 1890 och (för en tid) 1891. 
Tillsammans med Fr.W.K. Bugge utgav han 1875–76 "Luthersk kirketidende", därefter 1877–90 "Luthersk ugeskrift", där han skrev en mängd uppsatser. Han utgav dessutom Sjælesorgen hos de syge (1880; "Om själsvården hos de sjuka", 2:a upplagan 1903), Vidnesbyrd om Kristus (1887), en årgång predikningar och de apologetiska skrifterna Vantroens væsen (1883), Kirken og vantroen (1886); till sista delen av hans liv hör bland annat den mot nyare kyrkliga strömningar riktade stridsskriften Mod strømmen (1903; "Mot strömmen" samma år). 